# Canto Alegretense
"Canto Alegretense" é uma canção composta por Nico Fagundes e Bagre Fagundes em homenagem ao município de Alegrete. Os autores a consideram de 1983, quando a tocaram pela primeira vez no programa televisivo Galpão Crioulo.
A canção foi interpretada por vários músicos, entre eles Alcione, que em um de seus shows teve que repeti-la quatro vezes como bis. Também foi interpretada por Sérgio Reis, Gabriel O Pensador, Michel Teló e pela banda Fresno. Sua melodia foi tocada por Don Airey, tecladista do grupo britânico Deep Purple, em um show em Porto Alegre.
Os Fagundes chegaram a tocá-la também no museu do  Louvre, na França.